# Szadów Księży
Szadów Księży – wieś w Polsce położona w województwie wielkopolskim, w powiecie tureckim, w gminie Turek.
Szadów Arcybiskupi (Szadów Księży) był wsią arcybiskupstwa gnieźnieńskiego w powiecie sieradzkim województwa sieradzkiego w końcu XVI wieku. W latach 1975–1998 miejscowość administracyjnie należała do województwa konińskiego.